# The Reeve
'The Reeve' est un cultivar de rosier obtenu en 1979 par le fameux rosiériste britannique David Austin et fait partie de son English Rose Collection. Il est issu d'un croisement 'Lilian Austin' × 'Chaucer'.

## Description
Cette rose anglaise présente des fleurs d'un rose profond très doubles (58 pétales), en forme de coupe, dont la floraison commence en forme de choux. Une légère remontée survient à la fin de l'été ou au début de l'automne.
Son buisson très vigoureux s'élève à 130 cm pour une largeur de 120 cm. Il est particulièrement résistant aux maladies et supporte le froid à -25°. Ce rosier résistant est très apprécié pour l'élégance de ses fleurs et surtout pour son parfum. Il faut le tailler avant le début du printemps car il fleurit sur les nouvelles branches.

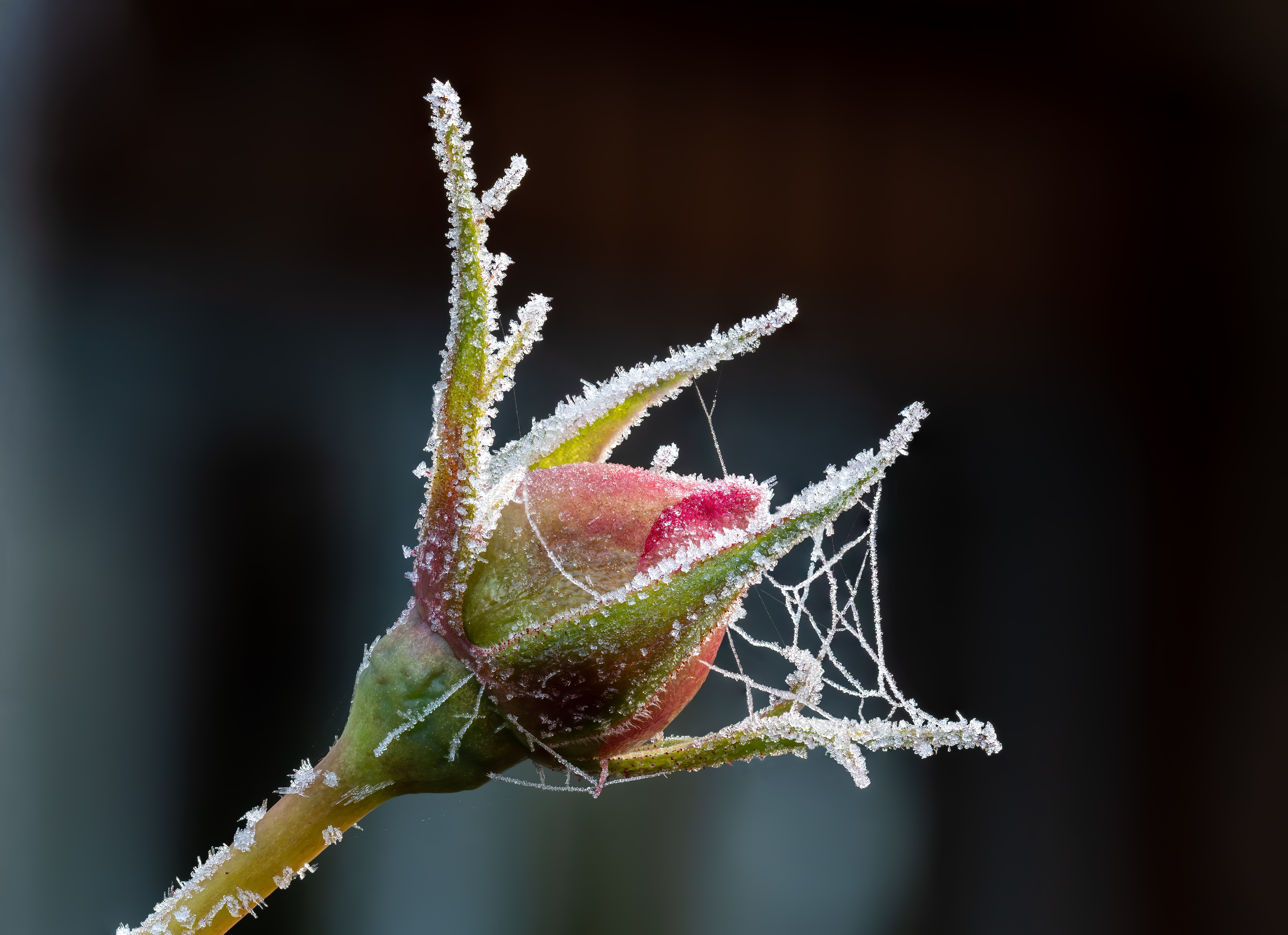
Un bouton de rose 'The Reeve' couvert de givre dans un jardin de Bamberg.